# Публий Элий Пет (консул 201 года до н. э.)
Пу́блий Э́лий Пет (лат. Publius Aelius Paetus; умер в 174 году до н. э.) — римский военачальник и политический деятель из плебейского рода Элиев Петов, консул 201 года до н. э., цензор 199 года до н. э.

## Биография
Публий Элий принадлежал к плебейскому роду, недавно начавшему своё возвышение. Петы были первой ветвью Элиев, вошедшей в состав сенаторского сословия. Согласно Капитолийским фастам, отец и дед Публия Элия носили преномены Квинт и Публий соответственно. О Квинте известно, что он состоял в жреческой коллегии понтификов, безуспешно претендовал на консулат в 217 году до н. э. и погиб при Каннах. Младшим братом Публия был Секст Элий Пет Кат, консул 198 года до н. э.
Публий Элий впервые упоминается в источниках в связи с событиями 208 года до н. э., когда он занял место в жреческой коллегии авгуров, освободившееся после гибели Марка Клавдия Марцелла. В 204 году до н. э. он занимал должность плебейского эдила, и тогда же был избран претором на следующий год. По жребию ему досталось ведение судебных дел в Риме. Именно Публий Элий объявил народному собранию о победах Публия Корнелия Сципиона в Нумидии.
В конце 202 года до н. э. Публий Элий был начальником конницы при диктаторе Гае Сервилии Гемине, назначенном для проведения выборов. Это была последняя диктатура, объявленная в полном соответствии с традицией.
В 201 году до н. э. Публий Элий получил консульство. Его коллегой стал патриций Гней Корнелий Лентул, претендовавший ради славы на командование в Африке. Согласно Ливию, Публий Элий не спорил с Лентулом, понимая, что тому всё равно не удастся затмить Сципиона. Сам Пет действовал в Цизальпийской Галлии против восставших бойев, но особых успехов не достиг. В конце года он вернулся в Рим, чтобы провести очередные выборы.
По истечении полномочий Публий Элий был одним из децемвиров, занимавшихся наделением землёй ветеранов Сципиона Африканского в Апулии и Самнии (201—200 годы до н. э.), и одним из триумвиров по организации колонии в Нарнии (199 год до н. э.). В 199 году до н. э. он был избран цензором вместе со Сципионом Африканским и поставил своего коллегу во главе списка сената. Цензоры не исключили ни одного человека из сената или из всаднического сословия и даже не вынесли ни одного порицания. В 193 году до н. э. Пет вместе с Публием Виллием Таппулом и Публием Сульпицием Гальбой Максимом был направлен в качестве посла к Антиоху III, чтобы потребовать от него не вмешиваться в греческие дела. Римляне посетили пергамского царя Эвмена, а потом в Эфесе провели переговоры с представлявшим царя Минионом; после этих переговоров стало ясно, что война с Антиохом неизбежна.
Публий Элий Пет умер в 174 году до н. э. от чумы.
Сыном Публия Элия был Квинт Элий Пет, консул 167 года до н. э.